# Данилова, Ольга Валерьевна
Ольга Валерьевна Данилова (род. 10 июня 1970 года, Бугульма, Татарская АССР) — советская и российская лыжница, двукратная олимпийская чемпионка 1998 года, четырёхкратная чемпионка мира в эстафетах. Заслуженный мастер спорта России.
Выступала за «Динамо» Бугульма. В сборной с 1991 по 2002.

## Биография
Ольга Данилова училась в сш № 11 г. Альметьевска Татарской АССР в 1977—1985 годы. Лыжными гонками стала заниматься в 1982 году в лыжной секции при сш № 11 (ДЮСШ «Динамо»), где её первым тренером был Радиф Сафин. В юниорскую сборную СССР попала через 5 лет. В сборной России стала тренироваться у Александра Грушина. Окончила Смоленский ГИФК.Замужем за лыжником Владимиром Торчинским. 15 февраля 1996 г. родила двух сыновей-близнецов Савелия и Семена. Живёт в Александрове (Владимирская область).
На Кубке мира дебютировала 15 декабря 1990 года. В 1992 году участвовала на Олимпиаде в Альбервилле. Ее лучший результат — 6 место в гонке на 5 км классическим стилем. В 1993 году дебютировала на чемпионате мира в Фалуне и в лучшей для себя гонке на 15 км классикой была восьмой. На Олимпиаде в Лиллехаммере в 1994 году не стартовала.
В Кубке мира 1994/95 стабильно занимала места на пьедестале в индивидуальных гонках (4 место в итоговом зачете). В этом сезоне трижды стала сильнейшей в составе эстафеты на этапах Кубка мира и два раза занимала третье место в индивидуальных гонках. Впервые стала чемпионкой мира в составе эстафеты в канадском Тандер-Бее и выиграла бронзу в гонке преследования на 10 км коньком.
Сезон 1995/96 пропустила в связи с рождением сыновей-близнецов.
В Кубке мира 1996/97 выигрывала гонки в эстафетах. На чемпионате мира в Тронхейме становится первой в эстафете и заняла третье место в гонке на 5 км классикой. По итогам Кубка мира стала пятой.
На Олимпиаде в Нагано выиграла индивидуальную гонку на 15 км классическим стилем и победила в составе эстафеты. Выиграла серебро в гонке преследования на 10 км свободным стилем. По итогам сезона заняла седьмое место в Кубке мира.
В Кубке мира 1998/99 восьмая в генеральной классификации лыжниц. На чемпионате мира в Рамзау выиграла три медали — золото в эстафете (стартовала на первом этапе классикой), серебро в гонке на 5 км классикой и серебро в марафоне 30 км классикой.
В Кубке мира 1999/2000 заняла четвертое место. Дважды выиграла индивидуальные гонки, дважды стала второй и один раз третьей. В зачете дистанционных дисциплин заняла третье место.
В сезоне 2000/01 трижды выигрывала подиумы на этапах Кубка мира. На чемпионате мира в Лахти стала чемпионкой мира в составе эстафеты (стартовала на первом этапе классикой) и выиграла два серебра в гонках классическим стиле — на 10 км и 15 км. Также выиграла бронзу в комбинированной гонке 2х5 км. Сезон завершила на седьмом месте общего зачета Кубка мира.
До Олимпиады в Солт-лейк-Сити выиграла две гонки (один раз в эстафете), трижды занимала вторые места. На Олимпийских играх стала чемпионкой в комбинированной гонке 2х5 км, выиграла серебро в гонке 10 км классическим стилем. Вскоре после этого была дисквалифицирована вместе с Ларисой Лазутиной за применение допинга. После этого Данилова принимает решение завершить карьеру.

### После завершения спортивной карьеры
После завершения спортивной карьеры — руководитель отдела по физической культуре, спорту и туризму Александровского района Владимирской области.
Спортивная школа по лыжным гонкам и лёгкой атлетике в городе Александрове (Владимирская область) носит имя Ольги Даниловой.

## Результаты Ольги Даниловой на Кубке мира
| Сезон     | Генеральный зачет | Генеральный зачет | Дистанционные виды | Дистанционные виды      | Спринт | Спринт |
| Сезон     | Очки              | Место             | Очки               | Место                   | Очки   | Место  |
| --------- | ----------------- | ----------------- | ------------------ | ----------------------- | ------ | ------ |
| 1990/91   | 19                | 21                | -                  | -                       | -      | -      |
| 1991/92   | 15                | 22                | -                  | -                       | -      | -      |
| 1992/93   | 148               | 20                | -                  | -                       | -      | -      |
| 1993/94   | 194               | 15                | -                  | -                       | -      | -      |
| 1994/95   | 547               | 4                 | -                  | -                       | -      | -      |
| 1995/96   | -                 | -                 | -                  | -                       | -      | -      |
| 1996/97   | 414               | 5                 | 162                | 5                       | 142    | 8      |
| 1997/98   | 363               | 7                 | 164                | 4                       | 199    | 10     |
| 1998/99   | 507               | 8                 | 240                | 5                       | 227    | 11     |
| 1999/2000 | 880               | 4                 | 256 486            | 3 5 (средние дистанции) | 138    | 7      |
| 2000/01   | 502               | 7                 | -                  | -                       | 18     | 49     |
| 2001/02   | 488               | 7                 | -                  | -                       | -      | -      |